# Шейх Махмуд
Шейх Махмуд Магарамкентский  (лезг. Шайх МахӀмуд) — лезгинский военный и религиозный деятель, имам Кюринского ханства. Наиб лезгинского имама ал-Хаджжи Мухаммад ал-Хулухви (1785–ок. 1837).

## Биография
Махмуд-эфенди родился в бедной лезгинской семье в селении Магарамкент, ныне Магарамкентского района Республики Дагестан. С детства изучал ислам и затем был имамом, стал проповедовать ислам и призывать к шариату в Кюринском обществе. Помимо родного лезгинского владел арабским языком, находящегося у лезгин в большом уважении. Также шейх Махмуд любил сажать деревья, многие посаженные им деревья до сих пор сохранились в сел. Магарамкент.
Пользуясь уважением среди лезгинского населения Кюринского ханства, Шейх Махмуд с сотней воинов повёл свой отряд из Кюра в Кубинское ханство (ныне частично Кусарский район) для поддержания крупного восстания лезгин в Кубинском газавате в 1837 году.
При его поддержке имаму ал-Хаджжи Мухаммаду ал-Хулухви (1785–ок. 1837) удаётся улучшить оборонительные позиции лезгин. Однако из-за предательства Казикумухского правителя Мухаммад Мирза-хана (1815–1838), Шейх Махмуд был убит царскими войсками.
В советское время упоминать имя Шейх Махмуда, а также Шейх Муллы, Абрека Кири Буба и других народных героев было запрещено.